# Calle de Columela
La calle de Columela es una corta vía de la ciudad de Madrid situada entre la calle de Serrano y la calle de Lagasca. Fue creada por Manuel María José de Galdo, en memoria de un ciudadano de «Gadir», el agrónomo romano, Lucius Junius Moderatus Columela.

## Historia
Esta pequeña calle del barrio de Salamanca, estratégicamente situada junto a la Puerta de Alcalá y los Jardines del Buen Retiro, se urbanizó sobre el espacio que había ocupado la plaza de toros de la Puerta de Alcalá, demolida en 1874. En su breve recorrido –continuación de la calle de Recoletos que la enlaza con el paseo del mismo nombre–, se encuentran fachadas laterales de edificios como el antiguo palacio del duque de Abrantes (y luego de José de Palafox), esquina a Serrano, y las escuelas de la Fundación Caviggioli, contiguas a la iglesia de San Manuel y San Benito de arquitectura neobizantina, donación del empresario catalán Manuel Caviggioli. Se han documentado en esta calle vecinos como el arquitecto Luis Cubillo de Arteaga o el profesor Manuel Cardenal Iracheta, amigo y contertulio de Blas Zambrano y Antonio Machado en Segovia y catedrático y director del Instituto de Bachillerato Cervantes antes y después de la guerra civil española.
Al inicio de la calle, en el entresuelo del edificio que tiene su entrada por el nº 4 de la calle de Serrano, vivió el periodista y primer presidente de la Asociación de la Prensa de Madrid Miguel Moya Ojanguren, como recuerda una placa en granito labrado, colocada por el Ayuntamiento de Madrid en su fachada. En la acera de enfrente y también haciendo esquina con Serrano se encuentra uno de los establecimientos de la tradicional pastelería Mallorca.

## Edificios

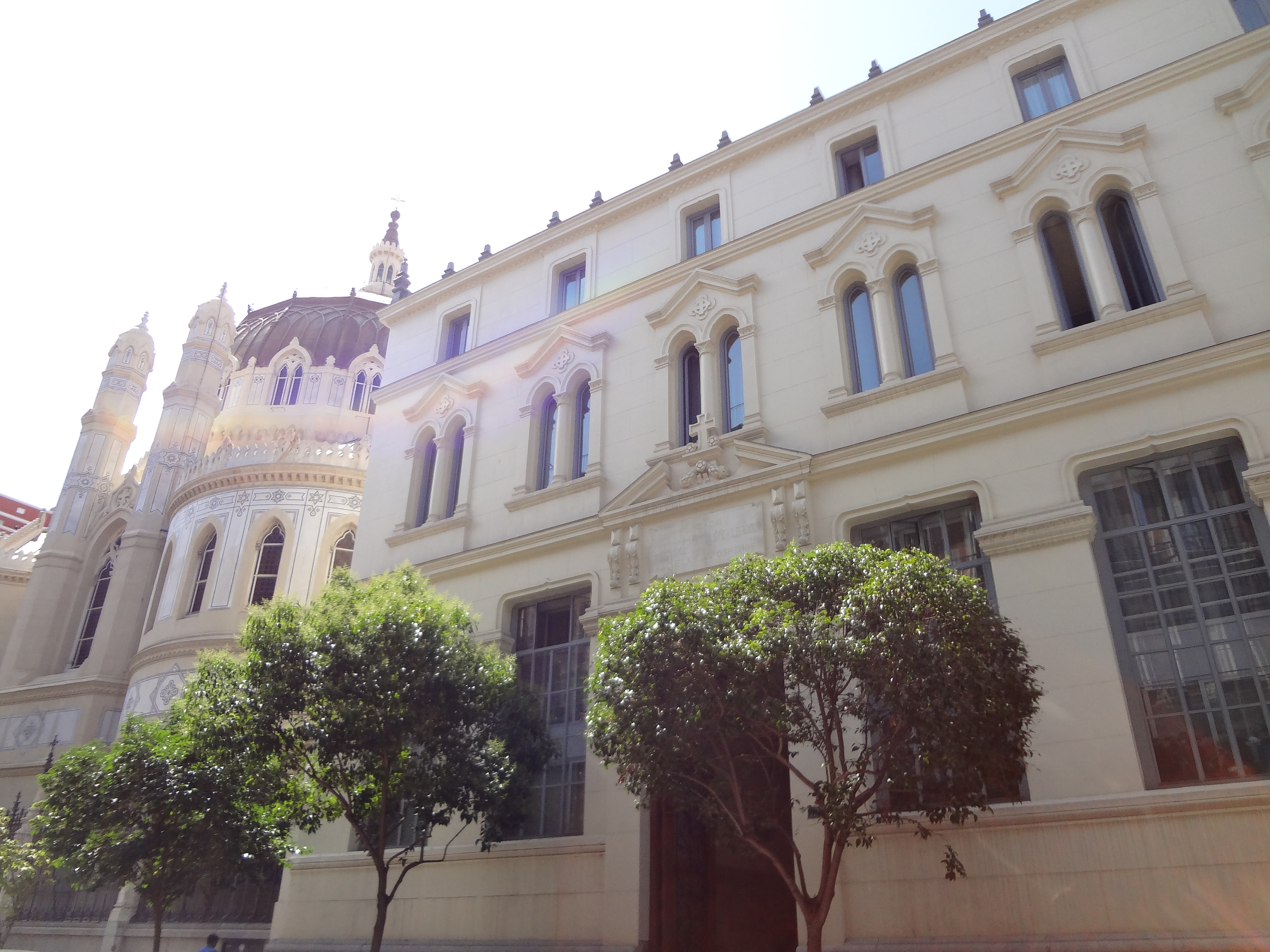
Fundación Caviggioli, en el número 12
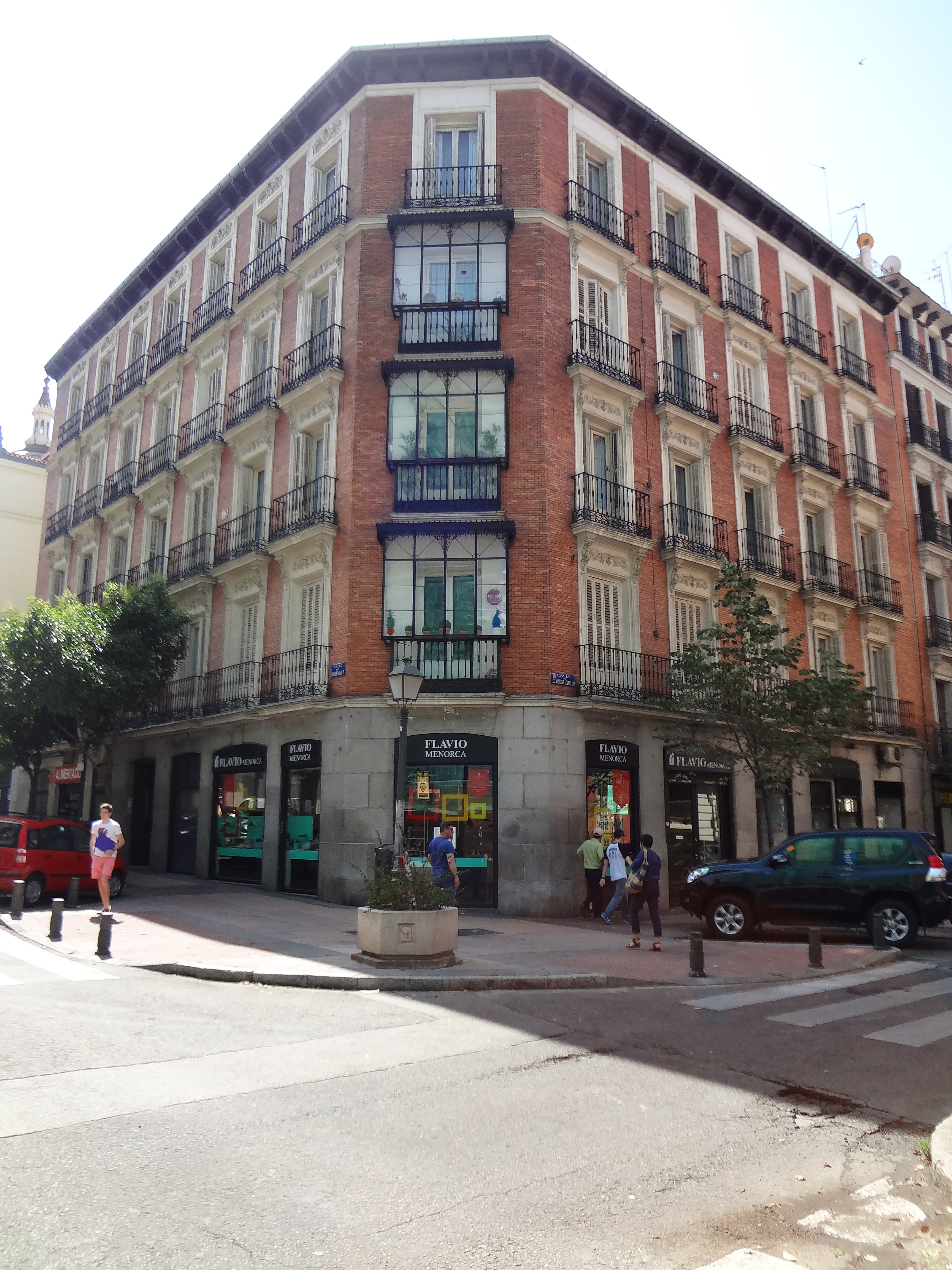
Ladrillo y balcones de rejería en el número 10
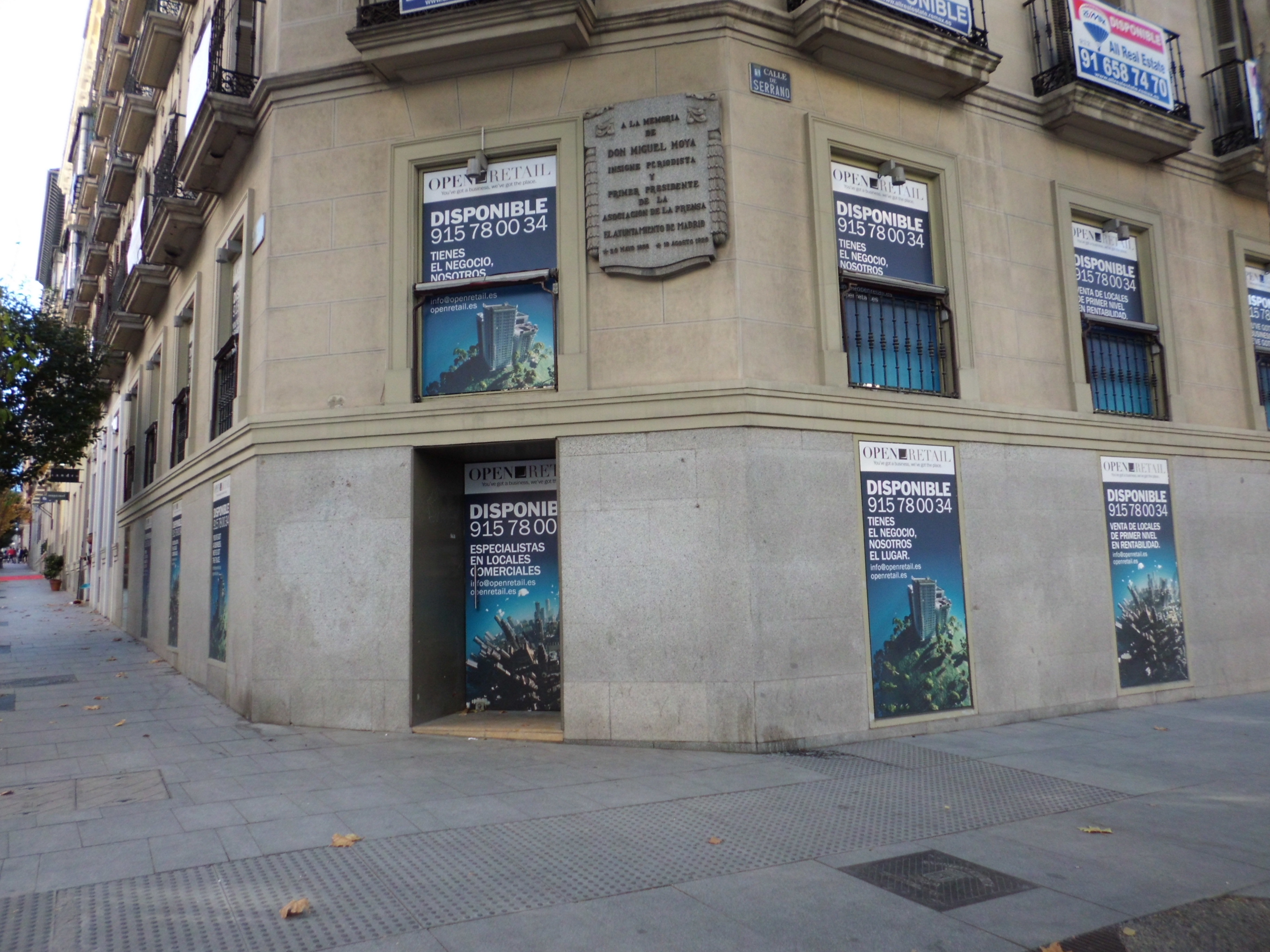
Placa en memoria de Miguel Moya